# Кумана
Кумана́ (исп. Cumana) — город на северо-востоке Венесуэлы. Столица и крупнейший город штата Сукре.
Он расположен в 402 километрах (250 милях) к востоку от Каракаса. Кумана был одним из первых городов, основанных Испанией на материковой части Америки, и является старейшим городом Южной Америки, в котором постоянно проживали испаноязычные граждане. Его ранняя история включает в себя несколько успешных контратак со стороны коренных жителей этого района, которые пытались предотвратить вторжение испанцев на их земли, в результате чего город несколько раз восстанавливался заново. По данным переписи 2011 года, население муниципалитета Сукре, в который входит столица Кумана, составляло 358 919 человек; по последним оценкам (на середину 2016 года) ― 423 546 человек.
Город расположен в устье реки Мансанарес на Карибском побережье, на северо-востоке Венесуэлы. Здесь находится первый и самый важный из пяти кампусов Университета Ориенте, а также оживленный морской порт, где сосредоточена одна из крупнейших в Венесуэле флотилий по добыче тунца. Город находится недалеко от национального парка Мочима, пляжи которого являются популярным туристическим направлением среди венесуэльцев.
В Кумане родились ключевые герои движения за независимость Венесуэлы и те, кто внес свой вклад в его развитие, в том числе Антонио Хосе де Сукре, выдающийся генерал, который также занимал посты президента Боливии и президента Перу. Кумана также является родиной выдающихся поэтов, писателей и политиков, таких как Андрес Элой Бланко, важная фигура в латиноамериканской литературе, который позже поднялся на национальную политическую сцену, а также Хосе Антонио Рамос Сукре, еще один выдающийся поэт и дипломат. Несколько выдающихся ученых, в том числе Пер Лефлинг из Швеции, Александр фон Гумбольдт из Германии и Эме Бонплан из Франции, провели экспериментальные работы и сделали открытия во время посещения Куманы или проживания в ней в 18 веке. В городе также находится завод Toyota, который производит автомобили Hilux и Toyota Fortuner.

## Население
Население города — 270 тыс. жителей (2001).

## Расположение
Город расположен на берегу Карибского моря, у восточного входа в залив Карьяко, в 402 км восточнее Каракаса, северо-восточнее городов Барселона и Пуэрто-ла-Крус.

## История
Кумана был первым поселением, основанным Испанией в Венесуэле в 1515 году монахами-францисканцами под названием Нуэва-Толедо, но из-за успешных нападений коренных жителей (таких как куманагото) его несколько раз приходилось основывать заново, пока Диего Эрнандес де Серпа не основал его в 1569 году под названием Кумана. Бартоломе де лас Касас пытался осуществить план мирной колонизации, но в 1521 году Гонсало де Окампо предпринял карательные рейды против местного коренного населения в отместку за разрушение доминиканского монастыря в Чирибичи. В 1537 году была образована новая провинция Андалусия со столицей в Кумане (из-за чего провинция была также известна как провинция Кумана).
После того, как нападения индейцев стали представлять меньшую угрозу, город несколько раз подвергался разрушениям в результате землетрясений. Таким образом, самая старая часть города датируется концом 17-го и 18-м веками; почти ничего из архитектуры 16-го века не сохранилось. Получил независимость 5 июля 1811 года.

## Инфраструктура
- Крупный морской порт.
- Отгрузка кофе, сахарного тростника, табака.
- Текстильная промышленность.

## Известные личности
- Андрес Элой Бланко (1897—1955) — поэт, юморист и политик;
- Антонио Хосе де Сукре (1795—1830) — южноамериканский независимый лидер;
- Армандо Галаррага (родился в 1982)
- Бермудес, Хосе Франсиско (1782—1831) — южноамериканский военачальник, герой войны за независимость Венесуэлы.
- Франциско Саншез (родился в 1976) — пловец в стиле butterfly и в свободном стиле;
- Льюис Маза (родился в 1980).